# Osiedle Sulejowska (Piotrków Trybunalski)
Sulejowska – osiedle Piotrkowa Trybunalskiego. Zabudowane w większości domami jednorodzinnymi, nie licząc ciągu ulicy Sulejowskiej wzdłuż której znajdują się kamienice oraz budynki przemysłowe. W przybliżeniu osiedle obejmuje obszar od ul. Sulejowskiej na północy do rzeczki Strawy na południu, oraz od ronda na zachodzie do obwodnicy wschodniej miasta. 23 października została uruchomiona wschodnia obwodnicę przez co znacząco zmniejszył się ruch tranzytowy na głównej ulicy osiedla ul. Sulejowskiej.